# Бага (фортеця)
Бага (крим. Bağa) — руїни укріпленого поселення IX—X століття. Розташовані за 1 км на північ від села Новобобрівка, на схилі гори Таш-Кой. Стіни, товщиною 1,5-2 м, складені з бута насухо, збереглися місцями по периметру гори, всередині укріплення видно контури будівель, шматки черепиці, червонолакові судини, за якими зроблено датування поселення.
Першим з істориків про фортецю повідомив Василь Христофорович Кондаракі 1868 року, у 1909 році укріплення коротко згадав Микола Іванович Рєпніков, ще коротше, в розрізі знайденої на поселенні кераміки, зустрічається в Анатолія Якобсона. Археологічні розкопки на городищі не проводилися й у науковій літературі не описані.
За сто метрів на північний захід від ісара розташована велика пам'ятка таврської культури — комплекс Таврські кам'яні ящики Таш-Кой.